# 이근창 (1913년)
이근창(李根昌, 일본식 이름: 丹山根昌니야마 곤쇼, 1913년 3월 16일 ~ 1950년)은 일제강점기와 대한민국 건국 초기의 법조인이다.

## 생애
평안북도 철산군 출신이다. 일본에 유학하여 주오 대학 법학부를 졸업하였고, 1939년에 고등문관시험 사법과에 합격하였다.
1940년 신의주지방법원 사법관시보를 시작으로, 광주지방법원 판사와 신의주지방법원 정주지청 판사를 지내 일제 강점기 말기에 조선총독부 판사로 일했다. 광주지법 판사이던 1943년을 기준으로 종7위에 서위되어 있었다.
태평양 전쟁이 1945년에 종전되고 미군정이 시작된 뒤에도 서울지방법원 판사에 임명되어 계속 법조계에 남았다. 서울지법 부장판사를 거쳐 서울고등심리원 판사를 지냈다.
서울고등법원 판사로 재직하던 중 1950년에 한국 전쟁이 발발하여 서울에서 실종되었다. 조선민주주의인민공화국으로 납치된 것으로 추정된다.
2008년 민족문제연구소가 발표한 친일인명사전 수록예정자 명단 중 사법 부문에 포함되었으며 친일반민족행위진상규명위원회가 발표한 친일반민족행위 705인 명단에 포함되었다.

## 참고자료
- 이근창(李根昌) - 국사편찬위원회